# Icheon
Icheon (이천) este un oraș din provincia Gyeonggi-do, Coreea de Sud.

### Diviziuni administrative
Dongnam-gu este împărțit în două eup, 8 myeon și 4 cartiere (dong).
|                 | Hangul   | Hanja    |
| --------------- | -------- | -------- |
| Janghowon-eup   | 장호원읍 | 長湖院邑 |
| Bubal-eup       | 부발읍   | 夫鉢邑   |
| Sindun-myeon    | 신둔면   | 新屯面   |
| Baeksa-myeon    | 백사면   | 栢沙面   |
| Hobeop-myeon    | 호법면   | 戶法面   |
| Majang-myeon    | 마장면   | 麻長面   |
| Daewol-myeon    | 대월면   | 大月面   |
| Moga-myeon      | 모가면   | 暮加面   |
| Seolseong-myeon | 설성면   | 雪星面   |
| Yul-myeon       | 율면     | 栗面     |
| Changjeon-dong  | 창전동   | 倉前洞   |
| Jeungpo-dong    | 증포동   | 增浦洞   |
| Jungni-dong     | 중리동   | 中里洞   |
| Gwango-dong     | 관고동   | 官庫洞   |